# Mario Pieri
Pour les articles homonymes, voir Pieri.
Mario Pieri (Lucques, 22 juin 1860 – Capannori, 10 mars 1913) est un mathématicien italien, connu pour ses études sur la géométrie projective et les questions de logique développées sous l'influence des travaux de Giuseppe Peano. Il est un représentant de l'École italienne de géométrie algébrique.

## Biographie
Pieri est né à Lucques, en Italie, de Pellegrino Pieri, avocat, et d'Ermina Luporini. Il fait ses études élémentaires dans cette ville, où il a étudié la musique et le piano, dédicaces auxquelles il a longtemps été enclin.
En 1880, il s'inscrit à l'université de Bologne où il attire l'attention de Salvatore Pincherle, mais l'année suivante il obtient une place à l'École normale supérieure de Pise de Pise, où il obtient son diplôme en 1884 sous la direction de Luigi Bianchi, avec une thèse intitulée « Sulle Singolarita della Jacobiana di Quattro, di Tre, e di Due Superficie », puis commence à enseigner dans les écoles publiques de Pise.
À partir de 1888, il a d'abord des missions d'enseignement en géométrie à l'École militaire de Turin, puis, à partir de 1891, il obtient le poste d'enseignant libre (libero docente) en géométrie, également à l'université locale, où il collabore avec Corrado Segre, Giuseppe Peano et Cesare Burali-Forti.
Il se présente à plusieurs reprises, sans succès, à des postes de professeur dans des universités italiennes, attribués par concours (le dernier en date étant celui de Bologne, battu de justesse par Federigo Enriques), jusqu'à ce qu'il obtienne un poste de professeur à l'université de Catane en 1900. Il prend la chaire de géométrie projective et descriptive à l'Université de Catane, où il reste jusqu'en 1908, date à laquelle il passe à la même chaire à l'Université de Parme, qu'il occupe jusqu'à sa mort prématurée en 1908, à l'âge de seulement 52 ans d'une tumeur,  à Sant'Andrea di Compito, non loin de Lucques.

## Travaux
Auteur d'une soixantaine de publications, celles-ci ont d'abord concerné la géométrie projective et descriptive, puis, à partir de la période turinoise, sous l'influence de Peano, la logique mathématique et la philosophie des mathématiques, avec une attention particulière aux aspects logiques concernant les fondements des mathématiques et de la géométrie, définissant, entre autres, un système d'axiomes pour la géométrie projective sur les nombres réels en 1895 et, en 1905, un sur les nombres complexes,. 
En 1889, Pieri traduit Geometrie der Lage (1847) de von Staudt, un texte très apprécié sur la géométrie projective, sous le titre Geometria di Posizione, une publication qui comprend une étude sur la vie et l'œuvre de von Staudt rédigée par Corrado Segre, l'initiateur du projet.
Pieri subit également l'influence de Giuseppe Peano à Turin. Il contribue au Formulario mathematico, et Peano publie neuf articles de Pieri à l'Académie des sciences de Turin entre 1895 et 1912. Ils partagent la même passion pour la réduction des idées géométriques à leur forme logique et pour l'expression symbolique de ces idées. Il est listé parmi les membres de l'« école de Peano », aux côtés de Giovanni Vailati (it), Filiberto Castellano (it), Cesare Burali-Forti, Alessandro Padoa, Giovanni Vacca et Tommaso Boggio.
En 1898, Pieri a écrit I principii della geometria di posizione composti in un sistema logico-deduttivo. Il introduit progressivement des axiomes indépendants : 
« basé sur dix-neuf axiomes séquentiellement indépendants - chacun indépendant des précédents - qui sont introduits un par un au fur et à mesure qu'ils sont nécessaires dans le développement, ce qui permet au lecteur de déterminer de quels axiomes dépend un théorème donné. ».
Pieri est invité à s'adresser au Congrès international de philosophie en 1900 à Paris. Comme c'est aussi l'année où il déménage de Turin en Sicile, il refuse d'y assister mais envoie un article "Sur la Géométrie envisagée comme un système purement logique" qui a été présenté par Louis Couturat. Les idées ont également été avancées par Alessandro Padoa lors de ce congrès et du Congrès international des mathématiciens qui s'est également tenu à Paris cette année-là.
En 1900, Pieri écrit Monographia del punto e del moto, que Smith appelle le Mémoire sur le point et le mouvement, qui se distingue par le fait qu'il n'utilise que deux notions primitives, le point et le mouvement, pour développer des axiomes pour la géométrie. Les mouvements sont compris comme des applications de certains points sur d'autres, en considérant exclusivement le début et la fin.
Alessandro Padoa partageait cette expression du programme logico-géométrique de Peano qui réduisait le nombre de notions primitives par rapport aux quatre utilisées par Moritz Pasch.
Les recherches sur les fondements de la géométrie aboutissent à une autre formulation en 1908 dans un mémoire intitulé "Point et sphère". Smith (2010) la décrit comme suit : « une axiomatisation complète de la géométrie euclidienne basée uniquement sur les concepts primitifs point et équidistance de deux points N et P d'un troisième point O, écrit ON = OP.
Ce mémoire a été traduit en polonais en 1915 par S. Kwietniewski. Le jeune Alfred Tarski prit connaissance du texte et poursuivit le programme de Pieri. ».
Mario Pieri est l'un des premiers à considérer les fondements de la géométrie inversive en 1911 et 1912.
Bertrand Russell, qui l'invite en 1912 au Congrès international des mathématiciens à Cambridge (mais Pieri était déjà trop malade pour y participer), lui rend hommage comme l'un des fondateurs de la structure purement axiomatique de la géométrie projective.
En 2002, Avellone, Brigaglia & Zappulla donnent une évaluation moderne de la contribution de Pieri à la géométrie : « Les travaux de Pieri ont eu une grande influence. Bertrand Russell et Louis Couturat le considéraient à juste titre comme le fondateur des mathématiques en tant que science hypothético-déductive. Sa précision, sa rigueur et sa clarté analytique sont inégalées par les autres géomètres italiens, à l'exception peut-être de Peano. ».
Giuseppe Peano a écrit cet hommage à Pieri à sa mort :« Pieri s'est totalement consacré à la science et à l'enseignement. C'était un travailleur infatigable, honnête et d'une modestie singulière. Lorsque, il y a une vingtaine d'années, les professeurs d'Italie réclamaient des salaires plus élevés, Pieri déclara que leurs salaires étaient déjà supérieurs à leur travail et à leur mérite. ».

## Reconnaissances
Il est, entre autres, membre de l'Académie lucquoise des sciences, des lettres et des arts et de l'Académie Gioenia (it) de Catane. Il est membre de l'Academia pro Interlingua.

## Vie privée
Pendant plusieurs années avant sa mort, Pieri a résidé à Sant'Andrea di Compito chez sa sœur Gemma Pieri Campetti et son mari, Umberto, un avocat. Pieri a d'abord été enterré dans une église locale avant que sa dépouille ne soit transférée au cimetière monumental de Lucques.

## Publications
- Lezioni di geometria proiettiva, pour les élèves de l'Académie militaire, Tip. G. Candeletti, Torino, 1891.
- Lezioni di geometria proiettiva, Tip. Anghinetti & Giaroli, Parma, 1910.
- Opere sui fondamenti della matematica, édité par l'UMI-CNR, Edizioni Cremonese, Roma, 1980.
- I principii della geometria di posizione composti in sistema logicao deduttivo, Memorie della R. Accademia delle Scienze de Torino, 48, 1898, 1–62.
- Sur la géométrie envisagée comme un système purement logique, Bibliothèque du Congrès International de Philosophie, III, 1900, 367–404.